# Eric Alés Hernàndez
Eric Alés Hernàndez (Sabadell, 30 de juny de 1998) és un actor català conegut per interpretar a Grau a la sèrie transmèdia Projecte Beta del SX3.
S’inicià en el món de la interpretació amb 9 anys al Centre Parroquial Sant Vicenç de Sabadell. Representà obres com Ratatouille, Petit xef, Alcem la veu, el musical o Aladí.
Participà a la pel·lícula Barcelona 1714 d’Anna Maria Bofarull interpretant el paper de Blai.